# Adalberta
Az Adalberta női név az Adalbert férfinév női párja, aminek a jelentése: nemes + fényes, híres.

## Rokon nevek
Adalbertina

## Gyakorisága
Az újszülötteknek adott nevek körében az 1990-es években az Adalberta szórványosan fordult elő. A 2000-es és a 2010-es években sem szerepelt a 100 leggyakrabban adott női név között.
A teljes népességre vonatkozóan az Adalberta sem a 2000-es, sem a 2010-es években nem szerepelt a 100 leggyakrabban viselt női név között.

## Névnapok
- április 23.[2]